# 陸軍戦闘指揮システム
陸軍戦闘指揮システム（りくぐんせんとうしきシステム、Army Battle Command System: ABCS）は、アメリカ陸軍が配備を進めているC4Iシステム。

## 概要
陸軍戦闘指揮システム（ABCS）は、作戦階梯から戦術階梯において使用される、作戦指揮用のC4Iシステムである。
歩兵・機甲・砲兵など、あらゆる戦闘部隊のシステムを内包している、極めて総合的なシステムである。
ABCSは、複数のサブシステムを連接して構成される。
1. 機動統制システム（MCS）: 各兵科部隊に配備され、部隊機動を統制する作戦級システムである。
2. 戦闘指揮継続・支援システム（BCS3）: 後方支援に関する共通作戦状況図（COP）を提供するための作戦級システムである。
3. 全資料分析システム（ASAS）: 即席爆発装置（IED）などの攻撃に関する情報資料を統合・分析・配布するシステムである。
4. 戦術空域統合システム（TAIS）: 戦術的規模にて空域統制を実施するシステムである。
5. 防空・ミサイル防衛端末装置（AMDWS）: 高射特科部隊が使用する戦術級システムである。
6. 先進野戦砲兵戦術情報システム（AFATDS）: 野戦砲兵の火力発揮を統制する戦術級システムである。
7. 旅団以下部隊戦闘指揮システム（FBCB2）: 旅団戦闘団内の各部隊が共通戦術状況図（CTP）の作成に使用する戦術級システムである。

また、これらのサブシステムのほか、アメリカ全軍共通の戦略級システムである汎地球指揮統制システム（GCCS）をもとにした陸軍向け作戦級システムであるGCCS-Aや各種の業務支援系システムなど、多くの周辺システムもABCSに連接されている。

## FBCB2

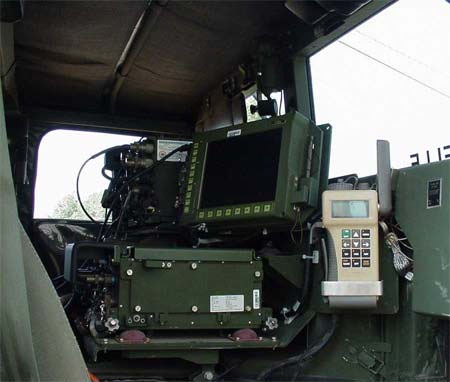
ハンヴィーに搭載されたFBCB2の車載端末と携帯端末。

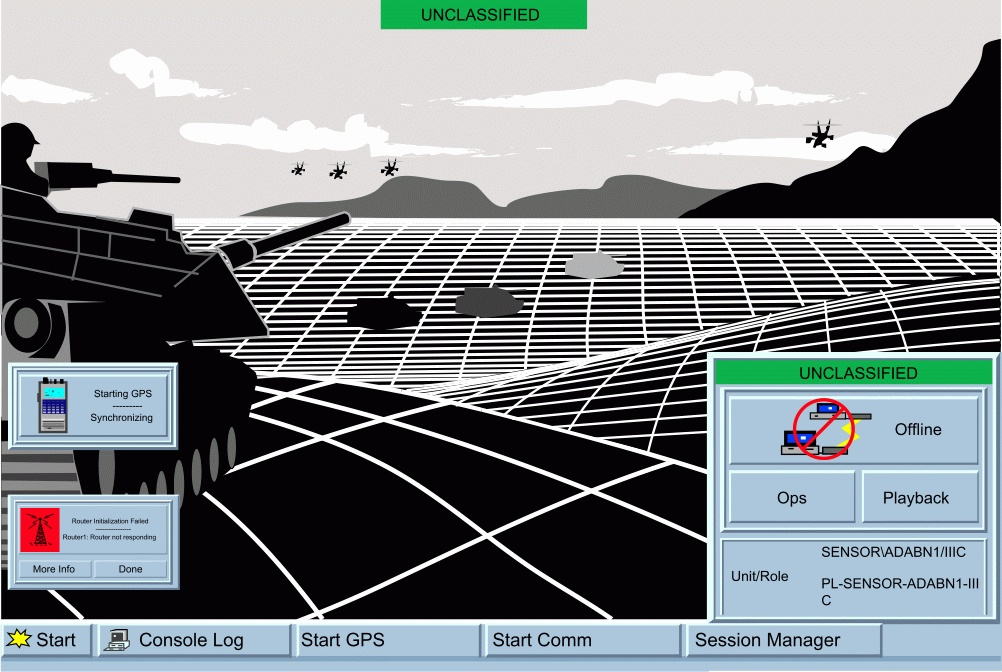
FBCB2の管理画面

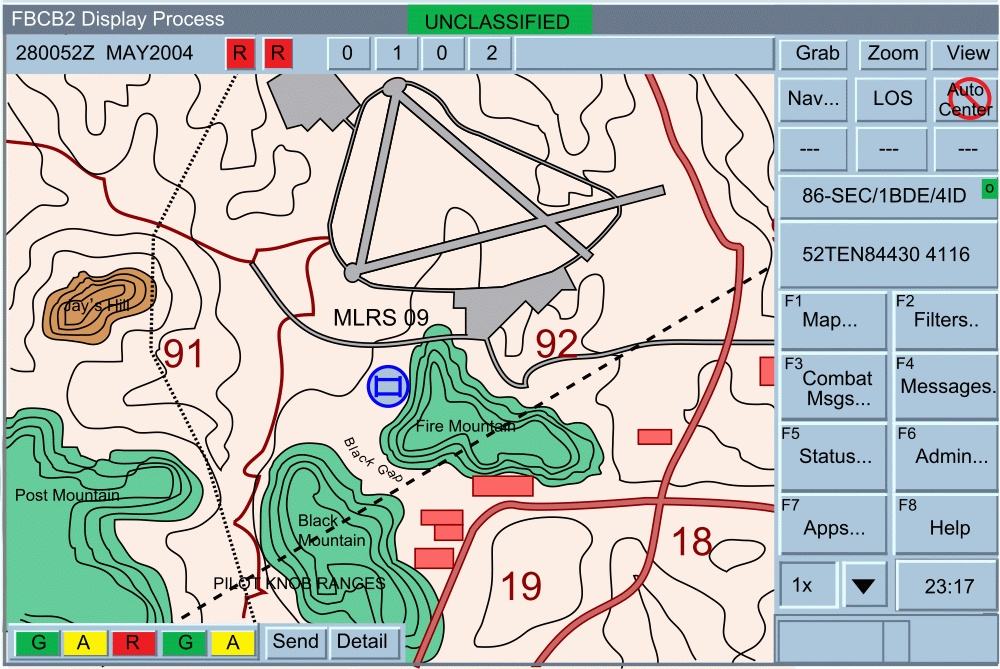
FBCB2のCTP

フォース21 旅団以下部隊戦闘指揮システム（FBCB2: Force XXI Battle Command Brigade and Below）は、旅団戦闘団以下の階梯において、リアルタイムで彼我の位置を記入した共通戦術状況図（CTP）を作成し、共有するためのシステムである。歩兵科や機甲科などの近接戦闘部隊に配備されて、その戦闘を統制するものであり、陸上自衛隊の基幹連隊指揮統制システム（ReCs）におおむね相当する。
FBCB2の原型となったのが、M1エイブラムスのA2型、M2ブラッドレー歩兵戦闘車のA2 ODS型より搭載された車間情報システム（IVIS: Intervehiclar Information System）である。これは、各車両間でCTPを作成・共有するための戦術データ・リンク・システムであったが、あくまで車両間の通信に限られており、下車歩兵はこのネットワークに参加できないうえに、他兵科のC4Iシステムとの連接もなされていなかった。このことから、IVISの基本コンセプトを踏襲しつつ、ABCSのサブシステムとして開発されたのがFBCB2であった。
1995年、TRW社がFBCB2の開発契約を獲得し、開発が開始された。試作システムは1997年より第4歩兵師団で運用試験を受けたのち、1999年、ボスニア・ヘルツェゴビナにおける平和維持活動において試験的に実戦投入された。このとき、錯綜する微妙な状況において、FBCB2の提供する高い状況把握能力は、作戦の遂行にあたって大きな助けとなったとされている。その後、アフガニスタンとイラクにおいて、大々的に投入された。
FBCB2は、IVISと同様の車載・航空機用端末（ハンヴィー搭載のものは、フィールド・ワークス社製 シリーズ2000EVS）に加えて、iPAQ 3970を改良した携行端末を採用することにより、車両に搭乗しない歩兵部隊をもカバーできるようになった。なお、これらはBFT機能を有しており、グローバル・ポジショニング・システムによって、自隊の位置を確認し、上級司令部に対して通報することができる。通信システムとしては、従来より使用されてきたSINCGARSのほか、衛星通信も併用される。また、インスタントメッセージ機能を利用できるほか、野戦救急や支援砲撃の要請も容易に行なうことができる。